# Coppa del Mondo di slittino su pista naturale 2020
La Coppa del Mondo di slittino su pista naturale 2020, ventottesima edizione della manifestazione organizzata dalla Federazione Internazionale Slittino, ebbe inizio il 3 gennaio 2020 ad Obdach.
L'italiana Evelin Lanthaler ha conquistato la sua quarta sfera di cristallo, nonché terza consecutiva, vincendo sei delle sette gare in programma. Si è classificata al secondo posto la connazionale Greta Pinggera, vincitrice nella gara di Vatra Dornei, mentre sul terzo gradino del podio è salita l'austriaca Tina Unterberger, capace di salire sul podio in sei diverse occasioni. L'Italia ha dominato l'intera stagione collezionando 13 podi in sette gare, con quattro doppiette.
Per quanto riguarda il singolo maschile il trofeo è andato ancora una volta all'austriaco Thomas Kammerlander, al suo quarto sigillo consecutivo, il quale ha vinto tre delle sette competizioni in programma. Ha preceduto in classifica generale il connazionale Michael Scheikl (due vittorie stagionali) e l'italiano Patrick Pigneter, capace di salire sul podio in tutte e sette le gare.
L'Italia si è aggiudicata la Coppa delle nazioni per il quattordicesimo anno consecutivo e per la ventesima volta nella sua storia. Ha inoltre vinto una delle tre gare a squadre in programma. Gli atleti italiani hanno vinto 14 delle 21 gare in programma.

## Calendario
Si disputarono sette gare nel singolo uomini, nel singolo donne e nel doppio, in sei differenti località. Inoltre si tennero tre staffette a squadre, la prima ad Obdach e le successive a Nova Ponente e ad Umhausen.
| Tappa | Località         | Data                | Singolo                   | Singolo                   | Doppio                    | Inseguimento              | Inseguimento              | Inseguimento              | Gara a squadre            |
| Tappa | Località         | Data                | Donne                     | Uomini                    | Doppio                    | Donne                     | Uomini                    | Doppio                    | Gara a squadre            |
| ----- | ---------------- | ------------------- | ------------------------- | ------------------------- | ------------------------- | ------------------------- | ------------------------- | ------------------------- | ------------------------- |
| 1     | Obdach           | 3–5 gennaio 2020    | ●                         | ●                         | ●                         |                           |                           |                           | ●                         |
| 2     | Moso in Passiria | 9–12 gennaio 2020   | ●                         | ●                         | ●                         | ●                         | ●                         | ●                         |                           |
| 3     | Vatra Dornei     | 17–19 gennaio 2020  | ●                         | ●                         | ●                         |                           |                           |                           |                           |
| 4     | Nova Ponente     | 24–26 gennaio 2020  | ●                         | ●                         | ●                         |                           |                           |                           | ●                         |
| 5     | Lasa             | 7–9 febbraio 2020   | ●                         | ●                         | ●                         |                           |                           |                           |                           |
| 6     | Umhausen         | 13–15 febbraio 2020 | ●                         | ●                         | ●                         |                           |                           |                           | ●                         |
| E     | Mosca            | 21–23 febbraio 2020 | XXVIII Campionati europei | XXVIII Campionati europei | XXVIII Campionati europei | XXVIII Campionati europei | XXVIII Campionati europei | XXVIII Campionati europei | XXVIII Campionati europei |

## Risultati

### Singolo donne
| Data             | Località         | Nazione | Prima                   | Seconda                  | Terza                        |
| ---------------- | ---------------- | ------- | ----------------------- | ------------------------ | ---------------------------- |
| 4 gennaio 2020   | Obdach           | Austria | Evelin Lanthaler Italia | Greta Pinggera Italia    | Tina Unterberger Austria     |
| 11 gennaio 2020  | Moso in Passiria | Italia  | Evelin Lanthaler Italia | Tina Unterberger Austria | Michelle Diepold Austria     |
| 19 gennaio 2020  | Vatra Dornei     | Romania | Greta Pinggera Italia   | Evelin Lanthaler Italia  | Tina Unterberger Austria     |
| 25 gennaio 2020  | Nova Ponente     | Italia  | Evelin Lanthaler Italia | Greta Pinggera Italia    | Tina Unterberger Austria     |
| 9 febbraio 2020  | Lasa             | Italia  | Evelin Lanthaler Italia | Tina Unterberger Austria | Greta Pinggera Italia        |
| 15 febbraio 2020 | Umhausen         | Austria | Evelin Lanthaler Italia | Greta Pinggera Italia    | Ekaterina Lavrent'eva Russia |

### Inseguimento donne
| Data            | Località         | Nazione | Prima                   | Seconda                  | Terza                 |
| --------------- | ---------------- | ------- | ----------------------- | ------------------------ | --------------------- |
| 12 gennaio 2020 | Moso in Passiria | Italia  | Evelin Lanthaler Italia | Tina Unterberger Austria | Greta Pinggera Italia |

### Singolo uomini
| Data             | Località         | Nazione | Primo                       | Secondo                     | Terzo                       |
| ---------------- | ---------------- | ------- | --------------------------- | --------------------------- | --------------------------- |
| 5 gennaio 2020   | Obdach           | Austria | Michael Scheikl Austria     | Patrick Pigneter Italia     | Thomas Kammerlander Austria |
| 11 gennaio 2020  | Moso in Passiria | Italia  | Alex Gruber Italia          | Thomas Kammerlander Austria | Patrick Pigneter Italia     |
| 19 gennaio 2020  | Vatra Dornei     | Romania | Alex Gruber Italia          | Patrick Pigneter Italia     | Michael Scheikl Austria     |
| 26 gennaio 2020  | Nova Ponente     | Italia  | Thomas Kammerlander Austria | Patrick Pigneter Italia     | Alex Gruber Italia          |
| 9 febbraio 2020  | Lasa             | Italia  | Michael Scheikl Austria     | Patrick Pigneter Italia     | Thomas Kammerlander Austria |
| 15 febbraio 2020 | Umhausen         | Austria | Thomas Kammerlander Austria | Michael Scheikl Austria     | Patrick Pigneter Italia     |

### Inseguimento uomini
| Data            | Località         | Nazione | Prima                       | Seconda                 | Terza                   |
| --------------- | ---------------- | ------- | --------------------------- | ----------------------- | ----------------------- |
| 12 gennaio 2020 | Moso in Passiria | Italia  | Thomas Kammerlander Austria | Michael Scheikl Austria | Patrick Pigneter Italia |

### Doppio
| Data             | Località         | Nazione | Primi                                 | Secondi                                     | Terzi                                       |
| ---------------- | ---------------- | ------- | ------------------------------------- | ------------------------------------------- | ------------------------------------------- |
| 4 gennaio 2020   | Obdach           | Austria | Pavel Poršnev Ivan Lazarev Russia     | Patrick Pigneter Florian Clara Italia       | Patrick Lambacher Matthias Lambacher Italia |
| 10 gennaio 2020  | Moso in Passiria | Italia  | Patrick Pigneter Florian Clara Italia | Pavel Poršnev Ivan Lazarev Russia           | Aleksandr Egorov Petr Popov Russia          |
| 18 gennaio 2020  | Vatra Dornei     | Romania | Patrick Pigneter Florian Clara Italia | Patrick Lambacher Matthias Lambacher Italia | Aleksandr Egorov Petr Popov Russia          |
| 25 gennaio 2020  | Nova Ponente     | Italia  | Patrick Pigneter Florian Clara Italia | Pavel Poršnev Ivan Lazarev Russia           | Patrick Lambacher Matthias Lambacher Italia |
| 8 febbraio 2020  | Lasa             | Italia  | Pavel Poršnev Ivan Lazarev Russia     | Patrick Pigneter Florian Clara Italia       | Patrick Lambacher Matthias Lambacher Italia |
| 15 febbraio 2020 | Umhausen         | Austria | Patrick Pigneter Florian Clara Italia | Pavel Poršnev Ivan Lazarev Russia           | Patrick Lambacher Matthias Lambacher Italia |

### Inseguimento doppio
| Data            | Località         | Nazione | Prima                                 | Seconda                                     | Terza                                        |
| --------------- | ---------------- | ------- | ------------------------------------- | ------------------------------------------- | -------------------------------------------- |
| 11 gennaio 2020 | Moso in Passiria | Italia  | Patrick Pigneter Florian Clara Italia | Patrick Lambacher Matthias Lambacher Italia | Fabian Achenrainer Simon Achenrainer Austria |

### Staffetta a squadre
| Data             | Località     | Nazione | Prima                                        | Seconda                                       | Terza                                         |
| ---------------- | ------------ | ------- | -------------------------------------------- | --------------------------------------------- | --------------------------------------------- |
| 5 gennaio 2020   | Obdach       | Austria | Austria Tina Unterberger Michael Scheikl     | Russia Ekaterina Lavrent'eva Aleksandr Egorov | Germania Sara Bachmann Oliver Schiller        |
| 26 gennaio 2020  | Nova Ponente | Italia  | Italia Evelin Lanthaler Patrick Pigneter     | Russia Ekaterina Lavrent'eva Grigori Bukin    | Austria Tina Unterberger Thomas Kammerlander  |
| 15 febbraio 2020 | Umhausen     | Austria | Austria Tina Unterberger Thomas Kammerlander | Italia Evelin Lanthaler Patrick Pigneter      | Russia Ekaterina Lavrent'eva Aleksandr Egorov |

## Classifiche generali
Il sistema di punteggio è rimasto invariato rispetto alla precedente stagione:
| Piazzamento | 1   | 2  | 3  | 4  | 5  | 6  | 7  | 8  | 9  | 10 | 11 | 12 | 13 | 14 | 15 | 16 | 17 | 18 | 19 | 20 | 21 | 22 | 23 | 24 | 25 | 26 | 27 | 28 | 29 | 30 | 31 | 32 | 33 | 34 | 35 | 36 | 37 | 38 | 39 | 40+ |
| Punti       | 100 | 85 | 70 | 60 | 55 | 50 | 46 | 42 | 39 | 36 | 34 | 32 | 30 | 28 | 26 | 25 | 24 | 23 | 22 | 21 | 20 | 19 | 18 | 17 | 16 | 15 | 14 | 13 | 12 | 11 | 10 | 9  | 8  | 7  | 6  | 5  | 4  | 3  | 2  | 1   |

Nel singolo maschile vige la regola di massimo sei atleti per nazione partecipanti alla prima manche di ogni gara. Solamente i quattro migliori atleti di ogni nazione si qualificano alla seconda manche. Il regolamento prevede comunque l'assegnazione di 14 punti al miglior non qualificato, 13 punti al secondo migliore e così via per tutti gli altri che non hanno il diritto di competere alla seconda discesa.
Nel doppio si qualificano alla seconda manche solo i primi tre equipaggi di ogni nazione. I non qualificati ricevono, a scalare, da 24 punti in poi.

### Singolo donne
| Pos. | Nome                  | Nazione    | WIN     | PAS-1   | PAS-2 | VAT | NOP | LAS     | UMH     | Punti |
| ---- | --------------------- | ---------- | ------- | ------- | ----- | --- | --- | ------- | ------- | ----- |
| 1    | Evelin Lanthaler      | Italia     | 1       | 1       | 1     | 2   | 1   | 1       | 1       | 685   |
| 2    | Greta Pinggera        | Italia     | 2       | 4       | 3     | 1   | 2   | 3       | 2       | 555   |
| 3    | Tina Unterberger      | Austria    | 3       | 2       | 2     | 3   | 3   | 2       | 4       | 525   |
| 4    | Michelle Diepold      | Austria    | 4       | 3       | 4     | 4   | 5   | 5       | 6       | 410   |
| 5    | Ekaterina Lavrent'eva | Russia     | 5       | 5       | 6     | 5   | 4   | 4       | 3       | 405   |
| 6    | Daniela Mittermair    | Italia     | 7       | 6       | 5     | 6   | 6   | 7 (NQ)  | 5       | 330   |
| 7    | Sara Bachamann        | Germania   | 6       | 7       | 7     | 7   | 10  | 9       | 7       | 309   |
| 8    | Michaela Niemetz      | Germania   | 8       | 10      | 8     | 9   | 7   | 10      | 10      | 277   |
| 9    | Aleksandra Suvorova   | Russia     | 10      | 11      | 10    | 10  | 9   | 11      | 11      | 249   |
| 10   | Tamara Fissore        | Argentina  | 11      | 16      | 13    | 11  | 11  | 16      | 16      | 207   |
| 11   | Valeriia Selkova      | Kazakistan | 14      | 12      | 16    | 12  | 12  | 19 (NQ) | 15      | 195   |
| 12   | Karolina Nagovitsyna  | Kazakistan | -       | 14      | 14    | 16  | 16  | 21 (NQ) | 19 (NQ) | 170   |
| 13   | Lisa Walch            | Germania   | -       | 8       | 9     | -   | -   | 7       | 8       | 169   |
| 14   | Aybuke Buyukpolat     | Turchia    | 19 (NQ) | 20 (NQ) | 15    | 13  | 15  | 18 (NQ) | 21 (NQ) | 164   |
| 15   | Patricija Urbanc      | Croazia    | 15      | 15      | 11    | -   | 13  | 14      | 20 (NQ) | 163   |

### Singolo uomini
| Pos. | Nome                | Nazione  | WIN | PAS-1 | PAS-2 | VAT    | NOP     | LAS     | UMH | Punti |
| ---- | ------------------- | -------- | --- | ----- | ----- | ------ | ------- | ------- | --- | ----- |
| 1    | Thomas Kammerlander | Austria  | 3   | 2     | 1     | 4      | 1       | 3       | 1   | 600   |
| 2    | Michael Scheikl     | Austria  | 1   | 4     | 2     | 3      | 5       | 1       | 2   | 555   |
| 3    | Patrick Pigneter    | Italia   | 2   | 3     | 3     | 2      | 2       | 2       | 3   | 550   |
| 4    | Alex Gruber         | Italia   | 4   | 1     | 4     | 1      | 3       | 4       | 4   | 510   |
| 5    | Grigory Bukin       | Russia   | 9   | 5     | 5     | 7      | 4       | 5       | 7   | 356   |
| 6    | Aleksandr Egorov    | Russia   | 6   | 10    | 8     | 10     | 8       | 7       | 5   | 307   |
| 7    | Christian Schopf    | Austria  | 7   | 12    | 9     | 6      | 9       | 8       | 8   | 271   |
| 8    | Florian Clara       | Italia   | 10  | 8     | 7     | 5      | 7       | DNS     | 10  | 261   |
| 9    | Florian Glatzl      | Austria  | 5   | 6     | 6     | -      | 6       | 14 (NQ) | 9   | 256   |
| 10   | Stanislav Kovshik   | Russia   | 8   | 13    | 11    | 11     | 11      | 9       | 12  | 245   |
| 11   | Stefan Federer      | Italia   | 25  | 7     | 10    | 8 (NQ) | 15 (NQ) | 6       | 6   | 223   |
| 12   | Oliver Schiller     | Germania | 12  | 12    | 13    | 14     | 13      | 12      | 17  | 208   |
| 13   | Josef Limmer        | Germania | 13  | 14    | 15    | 16     | 15      | 13      | 13  | 195   |
| 14   | Adam Jedrzejko      | Polonia  | 15  | 15    | 16    | 13     | 14      | 14      | 16  | 188   |
| 15   | Isa Guzeloglu       | Turchia  | 16  | 17    | 17    | 15     | 16      | 16      | 15  | 175   |

### Doppio
| Pos. | Nome                                 | Nazione    | WIN    | PAS-1  | PAS-2 | VAT    | NOP    | LAS    | UMH    | Punti |
| ---- | ------------------------------------ | ---------- | ------ | ------ | ----- | ------ | ------ | ------ | ------ | ----- |
| 1    | Patrick Pigneter Florian Clara       | Italia     | 2      | 1      | 1     | 1      | 1      | 2      | 1      | 670   |
| 2    | Pavel Poršnev Ivan Lazarev           | Russia     | 1      | 2      | 5     | 4      | 2      | 1      | 2      | 570   |
| 3    | Patrick Lambacher Matthias Lambacher | Italia     | 3      | 4      | 2     | 2      | 3      | 3      | 3      | 510   |
| 4    | Aleksandr Egorov Petr Popov          | Russia     | 4      | 3      | 4     | 3      | 4      | 5      | 4      | 435   |
| 5    | Adam Jedrzejko Konrad Stano          | Polonia    | 6      | 7      | 7     | 6      | 6      | 6      | 8      | 334   |
| 6    | Stanislav Kovshik Ilia Tarasov       | Russia     | 6 (NQ) | 6      | -     | 6 (NQ) | 5      | 4      | 6      | 287   |
| 7    | Tomas Hasek David Rydl               | Rep. Ceca  | 8      | 8      | 8     | 7      | 7      | 11     | 12     | 284   |
| 8    | Aleksei Martianov Ivan Rodin         | Russia     | 5      | 7 (NQ) | 9     | 5      | 6 (NQ) | 6 (NQ) | 7 (NQ) | 245   |
| 9    | Isa Guzeloglu Yusuf Ozcan            | Turchia    | -      | 9      | 10    | 8      | 9      | 9      | 10     | 231   |
| 10   | Fabian Achenrainer Simon Achenrainer | Austria    | -      | 5      | 3     | -      | -      | -      | 5      | 180   |
| 11   | Myroslav Lenko Ivan Lenko            | Ucraina    | 7      | 10     | 6     | -      | -      | 7      | DNF    | 178   |
| 12   | Aleksandr Milkov Denis Lebedev       | Kazakistan | -      | -      | -     | 9      | 8      | 12     | 13     | 143   |
| 13   | Bine Mekina Blaz Mekina              | Slovenia   | -      | -      | -     | -      | -      | 8      | 9      | 81    |
| 14   | Oliver Schiller Josef Limmer         | Germania   | -      | -      | -     | -      | -      | 10     | 11     | 70    |
| 15   | Maximilian Pichler Matthias Pichler  | Austria    | -      | -      | -     | -      | -      | -      | 7      | 46    |

### Coppa delle nazioni
| Pos. | Nazione     | WIN | PAS   | VAT | NOP | LAS | UMH | Punti |
| ---- | ----------- | --- | ----- | --- | --- | --- | --- | ----- |
| 1    | Italia      | 631 | 1 401 | 736 | 779 | 630 | 770 | 4 947 |
| 2    | Russia      | 609 | 938   | 476 | 597 | 517 | 569 | 3 706 |
| 3    | Austria     | 538 | 1 067 | 371 | 471 | 499 | 672 | 3 618 |
| 4    | Germania    | 224 | 410   | 138 | 198 | 241 | 294 | 1 505 |
| 5    | Polonia     | 231 | 194   | 158 | 196 | 101 | 160 | 1 040 |
| 6    | Kazakistan  | 135 | 181   | 135 | 178 | 96  | 133 | 858   |
| 7    | Turchia     | 106 | 210   | 121 | 154 | 102 | 137 | 830   |
| 8    | Ucraina     | 127 | 250   | -   | -   | 110 | 68  | 605   |
| 9    | Rep. Ceca   | 62  | 134   | 88  | 80  | 59  | 56  | 479   |
| 10   | Argentina   | 113 | 96    | 34  | 106 | 51  | 76  | 476   |
| 11   | Slovenia    | 82  | -     | -   | -   | 140 | 171 | 393   |
| 12   | Serbia      | 27  | 5     | -   | 83  | 21  | 67  | 203   |
| 13   | Brasile     | 22  | 44    | 40  | 29  | 23  | 22  | 180   |
| 14   | Croazia     | 26  | 60    | -   | 30  | 28  | 19  | 163   |
| 15   | Regno Unito | -   | -     | 47  | 47  | 31  | 25  | 150   |